# Comuna Horohove, Kaharlîk
Horohove (în ucraineană Горохове) este o comună în raionul Kaharlîk, regiunea Kiev, Ucraina, formată din satele Horohove (reședința) și Petrivske.

## Demografie
Componența lingvistică a comunei Horohove
     Ucraineană (98,43%)
     Rusă (1,38%)
     Alte limbi (0,2%)
Conform recensământului din 2001, majoritatea populației comunei Horohove era vorbitoare de ucraineană (98,43%), existând în minoritate și vorbitori de rusă (1,38%).